# Tunica Resorts
Tunica Resorts – jednostka osadnicza w Stanach Zjednoczonych, w stanie Missisipi, w hrabstwie Tunica.